# Zemné
Zemné je obec na Slovensku v okrese Nové Zámky. Žije v něm přibližně 2 100 obyvatel.

## Historie
První písemná zmínka o vesnici pochází z roku 1113.
V průběhu tureckých válek se obyvatelstvo přestěhovalo do „bezpečnějších“ vřesovišť na březích Váhu.
Až do roku 1919 patřila k Uherskému království, poté se stala součástí nově vzniklého Československa. Na základě prvního vídeňského arbitrážního rozhodnutí patřila v letech 1938–45 Maďarsku a od roku 1993 je součástí dnešního Slovenska. V roce 1954 byly části obce přiřazeny k nově vzniklé obci Dedina Mládeže, která leží jižně od řeky Váh.
Podle sčítání lidu z roku 2001 tvoří většinu obyvatelstva Maďaři (75 %), dalšími etnickými skupinami jsou Slováci (15 %) a Romové (10 %).

## Přírodní poměry
Obec leží v Podunajské nížině na levém břehu Váhu, patnáct kilometrů západně od Nových Zámků. V katastrálním území obce leží chráněný areál Moľvy.

## Osobnosti
- Štefan Anián Jedlík (1800–1895), fyzik, vynálezce a benediktinský kněz

## Partnerská města
- Bana, Maďarsko
- Mosonszolnok, Maďarsko
- Tab, Maďarsko
- Tešedíkovo, Slovensko